# Gmina Lipsko
Gmina Lipsko es una gmina urbana-rural en el Distrito de Lipsko, Voivodato de Mazovia, en el centro-este de Polonia. Su sede es la ciudad de Lipsko, que se encuentra aproximadamente a 127 kilómetros al sur de Varsovia.
La gmina cubre un área de 135,21 kilómetros cuadrados, y en 2006 su población total es de 11 538 (de los cuales la población de Lipsko asciende a 5 826 y la población de la parte rural de la gmina es de 5 712).

## Aldeas
Aparte de la ciudad de Lipsko, Gmina Lipsko contiene las aldeas y asentamientos de Babilon, Borowo, Boży Dar, Dąbrówka, Daniszów, Długowola Druga, Długowola Pierwsza, Gołębiów, Gruszczyn, Helenów, Huta, Jakubówka, Jelonek, Józefów, Katarzynów, Krępa Górna, Krępa Kościelna, Leopoldów, Leszczyny, Lipa-Krępa, Lipa-Miklas, Lucjanów, Małgorzacin, Maruszów, Maziarze, Nowa Wieś, Poręba, Ratyniec, Śląsko, Szymanów, Tomaszówka, Walentynów, Wiśniówek, Wola Solecka Druga, Wola Solecka Pierwsza, Wólka y Zofiówka.

## Gminas vecinas
Gmina Lipsko limita con las gminas de Chotcza, Ciepielów, Rzeczniów, Sienno, Solec nad Wisłą y Tarłów.